# Arantxa Echevarría
Pour les articles homonymes, voir Arantxa et Echevarría.
Echevarría  Carcedo est un nom espagnol. Le premier nom de famille, en général paternel, est Echevarría ; le second, en général maternel, souvent omis, est Carcedo.
Arantxa Echevarría Carcedo, née en 1968 à Bilbao, est une réalisatrice, productrice et scénariste espagnole.

## Biographie
Arantxa Echevarría étudie la réalisation audiovisuelle à l'Université complutense de Madrid. Elle poursuit sa formation en production cinématographique au Sidney Community College, en Australie. Depuis 1991, elle travaille dans l'industrie audiovisuelle, pour la télévision ou le cinéma. En 2010, elle réalise un documentaire Cuestión de pelotas pour Télévision Espagnole. Elle suit des footballeuses de superliga, équivalent de la première division pour les hommes. À la différence des footballeurs, la licence professionnelle pour les femmes n'existe pas. Après la diffusion du documentaire, la Fédération royale espagnole de Football est contrainte de créer un statut professionnel pour les sportives.
En 2018, elle réalise son premier long métrage, Carmen et Lola. Dans la communauté gitane dans laquelle elle vit, Carmen va bientôt se marier pour donner de nombreux enfants. Un jour, elle rencontre Lola qui rêve d'un autre destin : aller à l'Université. Le film est présenté à la quinzaine des cinéastes au Festival de Cannes 2018.
En 2023, elle réalise Chinas.  Lucia, Xiang et Claudia, sont toutes trois filles originaire de Chine et vivent à Madrid. Lucia et Claudia sont les filles d'un couple d'immigrants chinois, qui tiennent un magasin et ne parlent pas espagnol. Xiang est une enfant adopté par un couple espagnol.
En 2024 sort La Infiltrada, avec Carolina Yuste.

## Filmographie

### Courts métrages
- Mellizas, 2009
- Panchito, 2010
- Cuestión de pelotas, 2010
- De noche y de pronto, 2012
- Don Enrique de Guzmán, 2012
- Yo, presidenta, 2015
- El solista de la orquesta, 2015
- El último bus, 2016
- The Last Bus, 2017

### Documentaires
- Dos crímenes por semana. El caso de EL CASO, 2016

### Longs métrages
- 7 from Etheria, 2017
- Carmen et Lola, 2018
- El resto de mi vida, 2018
- La familia perfecta, 2021
- Chinas, 2023
- La Infiltrada, 2024

## Prix et distinctions
- Meilleur film, El último bus, Festival de Medina del Campo, 2016
- Meilleur jeune réalisation, Goya, 2019
- Prix du public, Chinas, festival Zinemastea, Vitoria-Gasteiz, 2024[6]
- Prix du Jury Jeune, Chinas, Festival du Cinéma Espagnol de Nantes, 2024[7]
- Prix Goya du meilleur film, 2025[8]